# 斉藤徹
斉藤 徹（さいとう とおる、1982年（昭和57年）10月11日 - ）は、日本の実業家。株式会社NEXT ONEの代表取締役社長。

## 来歴
千葉県出身。2003年、外資系企業の通信関連サービス会社に入社し、営業マンとして300人の営業マンのトップとなった。入社1年目で札幌支店長に就任し、2年間で業績を大きく伸ばした。
2006年12月に札幌で5人のメンバーと共に独立して起業したが、当初はどこにも相手にされず、6か月が経った後にようやく仕事を手にした。
2007年6月に通信関連サービスのマーケティング事業を行う株式会社NEXT ONEを設立し、2008年1月には東京に進出した。

## 人物
- 平均睡眠時間：5時間
- 平均起床時間：7時
- 趣味：ウエイトトレーニング
- 今までに訪れた国：6か国
- 座右の銘：克己心